# XDR2 DRAM
XDR2 DRAM — тип энергозависимой синхронной динамической памяти с произвольным доступом (SDRAM), разработанный и представленный американской частной компанией Rambus. Память XDR2 DRAM была анонсирована 7 июля 2005 года. XDR2 является дальнейшим развитием, второй версией своего предшественника — XDR DRAM.
XDR2 нацелена на использование в высокопроизводительных графических картах (видеокартах) и сетевом оборудовании.
Так как Rambus является бесфабричной компанией, она разработала и содержит права на идею и дизайн XDR2, но не производит саму память.

## Отличия от XDR DRAM

### Сигнализирование
В дополнение к более высокой тактовой частоте (вплоть до 800 MHz), дифференциальные линии передачи данных на XDR2 передают данные в 16-кратном объёме в отношении к тактовой частоте: за один такт передаётся 16 битов по одному каналу. Т.е. эффективная частота XDR2 в 16 раз превышает её реальную частоту. Это является двукратным улучшением 8-кратной XDR.
В отличие от XDR, в XDR2 команды памяти передаются по дифференциальным линиям типа точка-точка вместе с другими данными на номинальной скорости. Ширина шины команд варьируется от 1 до 4 бит. Хотя каждый бит требует две линии, это меньше, нежели 12-линейная шина запросов (англ. request bus) в XDR. Вместе с тем, с увеличением количества адресуемых ячеек памяти ширина шины команд также должна увеличиваться.

### Micro-threading
Существует базовый предел того, как часто может происходить выборка данных из открытой в данный момент строки. Как правило, это 200 MHz для стандартной SDRAM и 400–600 MHz для высокопроизводительной графической памяти. Увеличение скоростей интерфейса требует бо́льших блоков данных для удержания загруженности интерфейса без нарушения внутреннего предела частоты DRAM. В 16-кратной памяти с частотой 800 MHz, коей является XDR2, чтобы остаться в пределах 400-мегагерцовой скорости доступа к столбцу, требуется 32-битная пакетная передача. Умноженная на 32-битный чип, минимальная выборка становится равной 128 байтам, что слишком много для многих задач.
Типичные чипы памяти внутренне разделены на 4 квадранта, с левой и правой половин, подключенных к разным половинам шины данных, а также верхней или нижней половин, которые «прикреплены» к соответствующему номеру банка памяти (таким образом, в типичной 8-банковой DRAM будет 4 полубанка на квадрант). XDR2 имеет возможность проводить независимую адресацию каждого квадранта, поэтому две половины шины данных могут производить выборку данных из разных банков памяти. Кроме того, извлечение данных из каждого полубанка является лишь половиной от необходимого наполнения шины данных; доступы к верхнему полубанку должны чередоваться с доступами к нижнему полубанку.
Это фактически удваивает количество банков и снижает минимальный блок данных, к которым может быть осуществлён доступ, в 4 раза, хотя и с ограничением, согласно которому этот доступ к данным должен быть равномерно распределён по четырём квадрантам.

## История создания и использования
Память XDR2 была официально представлена компанией Rambus 7 июля 2005 года, тогда же были раскрыты основные характеристики памяти.
XDR2 не имела успеха в использовании и лицензировании. После анонса и выхода спецификаций не появился ни один серьёзный покупатель XDR2, а тайваньские производители памяти избегали её.
В начале сентября 2011 года появились неофициальные сведения, что флагманские видеокарты Radeon HD 7900 серии Radeon HD 7000 (Southern Islands) будут использовать XDR2, тогда как на остальных моделях будет установлена GDDR5. В начале ноября об использовании данного типа памяти AMD обмолвилась в своём корпоративном Твиттер-аккаунте. Тем не менее, при анонсе HD 7970, у неё была GDDR5 память. Ни одна из представленных позже видеокарт серии HD 7000 также не получила XDR2-память.

## Внешние ссылки
- XDR2 DRAM на официальном сайте Rambus
- Rambus XDR2
- Rambus Unveils Next Generation XDR(TM) Memory Interface; 8GHz XDR2 DRAM with Micro-Threading Enables Unprecedented Graphics Capabilities